# Caspiosomă
Caspiosoma (Caspiosoma caspium) este un pește mic dulcicol, din familia gobiide, care trăiește pe fundurile mâloase și nisipoase ale apelor dulci și salmastre. Este răspândit în cursurile inferioare, deltele și limanurile râurilor care se varsă în nordul Mării Negre (Nistru, Nipru), Marea Azov (deltele râurilor Don și Kuban, gurile râurile mai mici) și Marea Caspică (delta și cursul inferior al Volgei). În Republica Moldova semnalat în lacul Cuciurgan  și limanul și delta Nistrului.